# Pic Champlain
Der Pic Champlain ist der höchste Berg (wörtlich „Gipfel“) des Parc national du Bic in der kanadischen Provinz Québec. 
Er liegt direkt am südlichen Ufer des hier 35 km breiten Sankt-Lorenz-Ästuars. 
Dieser völlig bewaldete Berg liegt auf dem Gemeindegebiet von Saint-Fabien. Er hat steile Hänge und ein paar Felswände auf den nordwestlichen und südöstlichen Flanken. 
Am Gipfel befinden sich Telekommunikationsantennen. Zwei Wanderwege führen über den nordöstlichen und den südwestlichen Grat zum Gipfel. Zudem gibt es einen Fahrweg zu der Antennenanlage. 
Der Pic Champlin besteht aus klastischen Sedimentgesteinen und gehört zu den nördlichen Faltungen der Appalachen. Er ist durch eine Antiklinale gebildet, deren Achse nach Nordost-Südwest ausgerichtet ist. Der innere Teil der Antiklinale besteht aus der Formation de l'Orignal und der äußere Teil aus der Formation du Cap Enragé, beide zur Québec-Gruppe (Kambrium-Ordovizium) gehörend.
Der Pic Champlain ist nach dem Geograf Samuel de Champlain benannt, der den Berg während seiner ersten Reise auf dem Sankt-Lorenz im Jahre 1603 beschrieb. Lange hat dieser hervorstehende Berg des Südufers als Merkpunkt für die Schifffahrt auf dem Sankt-Lorenz-Strom gedient.

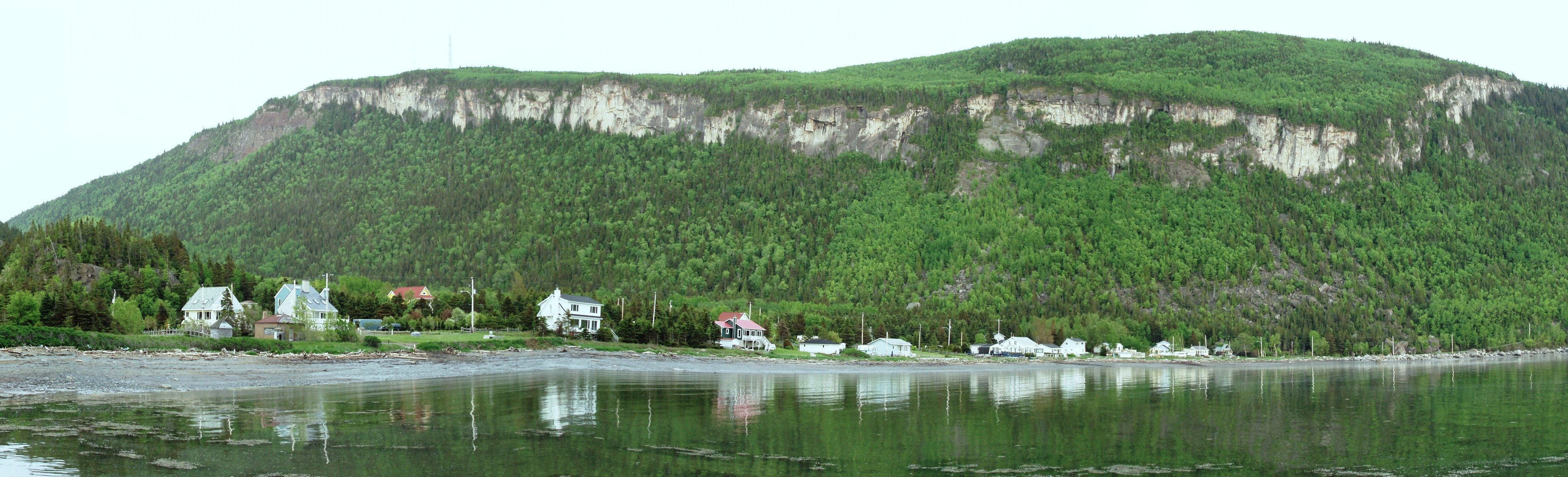
Der Pic Champlain von Nordwesten